# Naum Kove
Naum Kove (3 de outubro, 1963) é um futebolista da Albânia.

## Títulos

### Dinamo Tirana
- Campeonato de Albânia : 1979/80, 1985/86, 1989/90
- Taça de Albânia : 1982, 1989, 1990